# Global 200
Global 200 fait référence aux 238 régions écologiques définies par le World Wildlife Fund (WWF) comme étant les plus représentatives des principaux types d'habitats terrestres, marins, et d'eau douce.
Le choix de ces régions s'est fondé sur différents critères tels que
- la richesse en espèces
- le caractère endémique des espèces
- le caractère unique des taxons les plus évolués
- l'existence d'une situation particulière
- la rareté du type d'habitat associé

Le WWF considère les régions dites « Global 200 » comme exceptionnelles au niveau biologique et prioritaires en matière de conservation.
- 142 sont des écorégions terrestres.
- 53 sont des écorégions d'eau douce.
- 43 sont des écorégions marines.

## Contexte
Le WWF a identifié 867 écorégions terrestres sur la surface de la Terre, ainsi que des écorégions d'eau douce et marines. Le but de ce système de classification est d’assurer que l'ensemble des écosystèmes soit représenté dans les stratégies régionales de conservation et de développement. Parmi ces écorégions, le WWF a sélectionné les Global 200 comme les écorégions les plus essentielles à la conservation de la biodiversité mondiale. La liste des Global 200 contient 238 écorégions, composée de 142 écorégions terrestres, 53 écorégions d'eau douce et 43 écorégions marines. Les protecteurs de la nature intéressés dans la préservation de la biodiversité sont généralement focalisés dans la préservation des forêts tropicales humides car il a été estimé qu'elles sont le refuge de la moitié des espèces de la planète. Par ailleurs, le WWF a déterminé qu'une stratégie plus globale pour la conservation de la biodiversité mondiale devait aussi considérer l'autre moitié des espèces, ainsi que les écosystèmes qui les soutiennent.
Plusieurs habitats, tel que le biome forêts, bois et broussailles méditerranéens, sont connus pour être plus menacés que les forêts tropicales humides, et donc nécessitent une action de conservation concertée. WWF soutient que « si l'action de conservation a lieu typiquement à l'échelle nationale, des patterns de biodiversité et des processus écologiques (comme les migrations) ne sont pas conformes aux frontières politiques », c'est pourquoi les stratégies de conservation en fonction de l'écorégion sont considérées comme essentielles.

### Classification
Historiquement, les zoologues et les botanistes ont développé divers systèmes de classification qui prennent en compte les communautés de plantes et d'animaux. Deux des systèmes de classifications mondiales les plus utilisés aujourd'hui ont été résumés par Myklos Udvardy en 1975.
La surface terrestre de la Terre peut être divisée en huit régions biogéographiques (appelées écozones par le WWF) qui représentent les plus grandes communautés d'animaux et de plantes, et sont une synthèse des systèmes antérieurs des provinces floristiques et des régions faunistiques. Le système de biome classifie le monde en types d'écosystèmes (forêts, prairies, etc.) en fonction du climat et de la végétation. Chaque région biogéographique contient plusieurs biomes, et les biomes se trouvent sur plusieurs régions biogéographiques. Un système de provinces biogéographiques a été développé pour identifier les zones géographiques spécifiques dans chaque région biogéographique qui étaient d'un type de biome cohérent, et qui partageaient différentes communautés de plantes et d'animaux. Le système WWF représente un affinement plus avancé dans le système des biomes (que le WWF appelle « types d'habitats principaux », région biogéographiques, et provinces biogéographiques (le plan du WWF divise la plupart des provinces biogéographiques en plusieurs écorégions plus petites).

### Processus de sélection
Fondé sur une liste complète des écorégions, le Global 200 comprend tous les types d'habitats principaux (biomes), tous les types d'écosystèmes, et les espèces provenant de tous les types d'habitats principaux. Il se focalise sur chaque type d'habitat principal de chaque continent (tel que la forêt tropicale ou le récif corallien). Il utilise des écorégions comme unité de mesure de comparaison. Le WWF indique que les écorégions pourraient être considérées comme des unités à l'échelle régionale car elles présentent des communautés biologiques similaires.
Certaines écorégions ont été choisies par rapport à d'autres écorégions du même type d'habitat principal (biome) ou écozone. La sélection des Global 200 s'est faite à partir d'études approfondies de 19 types d'habitats principaux terrestres, marins ou d'eau douce. La sélection des écorégions est fondées sur l'analyse de la richesse spécifique, l'endémisme spécifique, les unique higher taxa, les phénomènes évolutifs ou écologiques inhabituels, et la rareté globale du principal type d'habitat.
La liste des écorégions Global 200 est la plus utile aux efforts de conservation à l'échelle régionale : la déforestation locale, la destruction des zones humides, la dégradation des sols, etc. Pourtant, certains phénomènes, tel que la migration des baleines ou des oiseaux, dépend de paramètres plus complexes inutilisés pour définir la base de données actuelle, tels que les courants atmosphériques et les écosystèmes pélagiques dynamiques. Ils nécessitent de rassembler davantage d'information, et de coordination d'effort entre les différentes écorégions. Toutefois, la liste peut soutenir ces efforts en identifiant les sites habitat et les sites de repos pour les animaux migrants. Cela pourrait aussi aider à identifier la provenance d'espèces invasives, et permettre de comprendre comment ralentir ou stopper leur intrusion.

## Liste des écorégions

### Écorégions terrestres
|                                                           | Afrotropique | Australasien | Indomalais | Néarctique | Néotropique | Océanien                                                           | Paléarctique |
| --------------------------------------------------------- | --- | --- | --- | --- | --- | ------------------------------------------------------------------ | --- |
| Forêts de feuillus humides tropicales et subtropicales    | (1) Forêts humides guinéennes (2) Forêts côtières congolaises (3) [[Forêts des hauts plateaux camerounais (Global 200)\|Forêts des hauts plateaux camerounais]] (4) [[Forêts de basses terres du Nord-Est du Congo\|Forêts humides du bassin nord-oriental du Congo]] (5) Forêts humides du bassin central du Congo (6) Forêts humides du bassin occidental du Congo (7) Forêts d'altitude du Rift albertin (8) Forêts côtières d'Afrique orientale (9) Forêts d'altitude de l'Arc oriental (10) Forêts et brousses de Madagascar (11) Forêts humides des Seychelles et des Mascareignes | (12) Forêts humides du Sulawesi (13) Forêts humides des Moluques (14) Forêts de basses terres de Nouvelle-Guinée méridionale (15) Forêts d'altitude de Nouvelle-Guinée (16) Forêts humides des Salomons-Vanuatu-Bismarck (17) [[Forêts pluviales tropicales du Queensland\|Forêts tropicales du Queensland]] (18) Forêts humides de Nouvelle-Calédonie (19) Forêts des îles Lord Howe et Norfolk | (20) Forêts humides des Ghâts orientaux (21) Forêts humides du Sri-Lanka (22) Forêts humides subtropicales de l'Indochine septentrionale (23) Forêts humides du Sud-Est de la Chine et de Hainan (24) Forêts d'altitude de Taïwan (25) Forêts humides de la Cordillère annamitique (26) Forêts de basses terres et d'altitude des îles de Sumatra (27) Forêts humides des Philippines (28) Forêts humides de Palawan (29) Forêts humides des collines Kayah-Karen et Tenasserim (30) Forêts de basses terres et d'altitude de la Malaisie péninsulaire (31) Forêts de basses terres et d'altitude de Bornéo (32) Forêts de l'archipel Nansei (33) [[Forêts décidues humides des hauts plateaux orientaux\|Forêts humides du plateau du Deccan oriental]] (34) Forêts humides des collines Naga-Manapuri-Chin (35) Forêts humides des monts Cardamome (36) Forêts d'altitude de l'Ouest de Java (37) Forêts humides des grandes Antilles | | (38) Forêts pacifiques du Talamancan et de l'Isthme (39) Forêts humides de Darién et du Chocó (40) Forêts d'altitude des Andes septentrionales (41) Forêts côtières d'altitude du Venezuela (42) [[Forêts humides guyanaises (Global 200)\|Forêts humides guyanaises]] (43) [[Forêts humides du Napo (Global 200)\|Forêts humides du Napo]] (44) Forêts humides du Rio Negro et de la Juruà (45) Forêts humides des hautes terres du Guyana (46) Yungas andin central (47) Forêts humides amazoniennes du Sud-Ouest (48) Forêts atlantiques | (49) Forêts des îles du Pacifique Sud (50) Forêts humides d'Hawaii | |
| Forêts de feuillus sèches tropicales et subtropicales     | (51) [[Forêts décidues sèches de Madagascar\|Forêts sèches de Madagascar]] | (52) Forêts sèches des petites îles de la Sonde (53) Forêts sèches de Nouvelle-Calédonie | (54) Forêts sèches d'Indochine (55) [[Forêts décidues sèches du Chhota Nâgpur\|Forêts sèches du Chhota Nâgpur]] | | (56) Forêts sèches mexicaines (57) Forêts sèches des vallées tumbesiennes et andines (58) Forêts sèches chiquitano (59) Forêts sèches atlantiques | (60) Forêts sèches d'Hawaï                                         | |
| Forêts de conifères tropicales et subtropicales           | | | | (61) Forêts des pins et de chênes de la Sierra Madre orientale et occidentale | (62) Forêts de pins des grandes Antilles (63) Forêts de pins et de chênes mésoaméricaines |                                                                    | |
| Forêts de feuillus et forêts mixtes tempérées             | | (64) Forêts tempérées d'Australie orientale (65) Forêts pluviales tempérées de Tasmanie (66) Forêts tempérées de Nouvelle-Zélande | (67) Forêts de feuillus et de conifères de l'Himalaya oriental (68) Forêts tempérées de l'Himalaya occidental | (69) Forêts mésophytiques mixtes et forêts des Appalaches | |                                                                    | (70) Forêts tempérées de la Chine du Sud-Ouest (71) Forêts tempérées de l'Extrême-Orient russe |
| Forêts de conifères tempérées                             | | | | (72) Forêts pluviales tempérées du Pacifique (73) Forêts de conifères des chaînes du Klamath et de Siskiyou (74) Forêts de conifères de la Sierra Nevada (75) Forêts de conifères et de feuillus du Sud-Est | (76) Forêts pluviales tempérées valdiviennes / Îles Juan-Fernandez |                                                                    | (77) Forêts mixtes d'altitude européennes et méditerranéennes (78) Forêts tempérées du Caucase, d'Anatolie et d'Hyrcanie (79) Forêts d'altitude de l'Altaï et du Saïan (80) Forêts de conifères des monts Hengduan |
| Forêts boréales et taïga                                  | | | | (81) Forêts boréales des Muskwa et du Lac des Esclaves (82) Forêts boréales canadiennes | |                                                                    | (83) [[Toundra d'altitude et taïga de l'Oural\|Taïga des monts Oural]] (84) Taïga de Sibérie orientale (85) Taïga et prairies du Kamtchatka                                                                        |
| Prairies, savanes et brousses tropicales et subtropicales | (86) [[Bush et fourrés à Acacia et Commiphora somaliens\|Savanes d'acacia de la Corne de l'Afrique]] (87) Savanes d'acacia d'Afrique orientale (88) Miombo central et oriental (89) Savanes soudanaises | (90) Savanes du Nord de l'Australie et du Trans-Fly | (91) [[Savane et prairies du Terraï et des Douars\|Savanes et prairies du Terraï et des Douars]] | | (92) [[Llanos\|Savanes des Llanos]] (93) [[Cerrado\|Forêts claires et savanes du Cerrado]] |                                                                    | |
| Prairies, savanes et brousses tempérées                   | | | | (94) Prairies du Nord | (95) Steppe patagonienne |                                                                    | (96) Steppe daourienne |
| Prairies et savanes inondables                            | (97) Prairies et savanes inondables du Sudd et du Sahel (98) [[Prairies inondables zambéziennes\|Savanes inondables zambéziennes]] | | (99) [[Marais salé saisonnier du Rann de Kutch\|Prairies inondables du Rann de Kutch]] | | (100) [[Everglades\|Prairies inondables des Everglades]] (101) [[Pantanal\|Savanes inondables du Pantanal]] |                                                                    | |
| Prairies et brousses d'altitude                           | (102) Hauts plateaux éthiopiens (103) Zones boisées d'altitude du Rift méridional (104) Landes d'Afrique orientale (105) [[Prairies, zones boisées et forêts d'altitude du Drakensberg\|Brousses et forêts claires d'altitude du Drakensberg]] | (106) Prairies subalpines de la cordillère centrale | (107) [[Pelouses alpines d'altitude du Kinabalu\|Broussailles d'altitude du Kinabalu]] | | (108) [[Paramo des Andes septentrionales (Global 200)\|Paramo des Andes septentrionales]] (109) Puna sèche des Andes centrales |                                                                    | (110) Steppe du plateau tibétain (111) Steppe et forêts claires d'altitude d'Asie centrale (112) Pelouses alpines de l'Ouest de l'Himalaya                                                                         |
| Toundra                                                   | | | | (113) Toundra côtière du versant Nord de l'Alaska (114) [[Toundra du Bas-Arctique\|Toundra du Bas-Arctique canadien]]                                                                                       | |                                                                    | (115) Toundra et taïga alpines de Fennoscandie (116) Toundra côtière de Russie et de Taïmyr (117) Toundra côtière tchouktche                                                                                       |
| Forêts, zones boisées et maquis méditerranéens            | (118) Fynbos | (119) Forêts et maquis du Sud-Ouest australien (120) Mallee et zones boisées de l'Australie méridionale | | (121) Chaparral et forêts claires de Californie | (122) Matorral chilien |                                                                    | (123) [[Forêts, zones boisées et maquis méditerranéens (Global 200)\|Forêts, zones boisées et maquis méditerranéens]]                                                                                              |
| Déserts et brousses xériques                              | (124) Déserts du Namib, du Karoo et du Kaokoveld (125) Fourré épineux de Madagascar (126) [[Socotra\|Désert de l'île de Socotra]] (127) Zones boisées et brousses des hautes terres d'Arabie | (128) Broussailles xérophiles de Carnavon (129) Grand désert de sable, déserts de Tanami et de la Chaîne centrale | | (130) Déserts de Sonora et Baja (131) Déserts de Chihuahua et de Tehuacán | (132) [[Mosaïque arbustive des îles Galápagos\|Broussailles des îles Galápagos]] (133) Déserts d'Atacama et de Sechura |                                                                    | (134) Déserts d'Asie centrale |
| Mangroves                                                 | (135) Mangrove du golfe de Guinée (136) Mangroves d'Afrique orientale (137) Mangroves de Madagascar | (138) Mangroves de Nouvelle-Guinée | (139) Mangroves des Sundarbans (140) [[Mangroves du plateau de la Sonde\|Mangroves des grandes îles de la Sonde]] | | (141) Mangroves de l'Amazone, de l'Orénoque et du Sud des Caraïbes (142) [[Mangroves du Pacifique sud-américain\|Mangroves du bassin de Panama]] |                                                                    | |